# Manamansalo
Manamansalo är en ö i Finland.   Den ligger i Vaala kommun och landskapet Norra Österbotten, i den centrala delen av landet, 500 km norr om huvudstaden Helsingfors.